# Emil Moise-Szalla
Emil Moise-Szalla (* 27. Juli 1933 in Turnu Severin; † 16. März 2024 in Toruń) war ein rumänischer Maler und Bühnenbildner.

## Leben
Im Jahr 1953 absolvierte er die Kunstschule und im Jahre 1960 die Kunstakademie Nicolae Grigorescu in Bukarest.
Er arbeitete als Bühnenbildner für Theater in Constanța, Pitești, Deva, Petroșani, Alba Iulia, Bydgoszcz und Toruń in mehr als 300 Theateraufführungen.
Als Maler malte er marine Landschaften sowie alte Architekturen – meistens in Pastellfarben. 
Seine Bilder sind in privaten Sammlungen in Nordamerika, Österreich, der Tschechischen Republik, Deutschland, Frankreich, den Niederlanden, Kanada, Polen und dem Vereinigten Königreich.
Die Bilder des Künstlers hängen in Galerien in Toruń (Polen), Honfleur, Vannes und Rennes (Frankreich) und in Bukarest (Rumänien).
Er war Mitglied der Vereinigung der Bildender Künstler in Rumänien und Mitglied des Club Museum de Bretagne in Rennes (Frankreich).

## Auszeichnungen
- 1992  in Caen (Frankreich) Diplom  Medaille „Grand Prix de Jury“.